# Macchine da soldi
Macchine da soldi (Counting Cars) è un programma televisivo statunitense prodotto da Leftfield Pictures, trasmesso sul canale History dal 13 agosto 2012. In Italia viene trasmesso da gennaio 2018 su DMAX.
Il programma è il terzo spin-off realizzato a Las Vegas in Nevada, dove racconta le attività quotidiane di Count's Kustoms, una società di restauro e customizzazione di automobili posseduta e gestita da Danny Koker, che in precedenza era apparso come esperto ricorrente di Affari di famiglia. Il format è un altro spin-off di Affari di famiglia, Missione restauro (American Restoration), la serie si concentra su Koker e il suo staff mentre restaurano e customizzano le automobili e le moto classiche.
I guest star che sono comparsi nel programma sono Rick, Corey e Richard Benjamin Harrison, e Austin "Chumlee" Russell di Affari di famiglia, Ziggy Marley, Cassandra Peterson (a.k.a Elvira, Padrona dell'Oscurità). Il negozio è stato anche visitato da membri della band heavy metal: Judas Priest e Danny regalò a Richie Faulkner una chitarra Gibson Les Paul customizzata. Rob Zombie ha fatto un'apparizione.

## Il programma
Counting Cars  è una serie americana programma, trasmesso su History, e prodotta da Leftfield Pictures. La serie è il terzo spin-off di Affari di famiglia (Pawn Stars), seguito da Missione restauro (American Restoration) e Affari di famiglia - Louisiana (Cajun Pawn Stelle). È realizzata a Las Vegas (Nevada), dove racconta le attività quotidiane di Count's Kustoms, una società di restauro e customizzazione di automobili posseduta e gestita da Danny Koker, che in precedenza era apparsa come esperto ricorrente in Affari di famiglia. Un format simile a Affari di famiglia - Louisiana, la serie riguarda Koker e il suo staff mentre restaurano e customizzano le automobili e le motociclette classiche e documentano anche il conflitto occasionale tra i membri del cast.
I titoli di testa di ogni puntata vedono Danny Koker recitare la seguente introduzione:
I primi produttori esecutivi dello show sono stati Zachary Behr e Julian Hobbs di History, e Brent Montgomery di Leftfield Pictures, David George e Shawn Witt. La serie è stata creata dal co-produttore esecutivo Joel Patterson. A metà del 2014, Behr e Ed de Rivaz erano i produttori esecutivi di History e dello show, con Tom Romita e Jonathan Wyche che si univano ai tre produttori esecutivi di Leftfield come produttori co-esecutivi. All'inizio del 2015, Simon Thomas si era unito come quarto produttore esecutivo di Leftfield, e Sean Moran era succeduto a Romita come produttore co-esecutivo.

## Episodi
| Stagione         | Episodi | Prima TV UK | Prima TV Italia |
| ---------------- | ------- | ----------- | --------------- |
| Prima stagione   | 13      | 2012        | 2018            |
| Seconda stagione | 26      | 2013        | 2018            |
| Terza stagione   | 26      | 2014        | 2018            |
| Quarta stagione  | 35      | 2015        | 2018            |
| Quinta stagione  | 14      | 2016        | Inedita         |
| Sesta stagione   | 14      | 2016        | Inedita         |
| Settima stagione | 19      | 2017        | Inedita         |
| Ottava stagione  | 17      | 2018        | Inedita         |

## Cast
- Danny "The Count" Koker – Koker è il proprietario di Count's Kustoms, un negozio dedicato alla riparazione e al restauro di veicoli a motore, automobili e motociclette. Il nome del negozio è derivato dallo stint di Koker come proprietario della locale stazione indipendente KFBT (ora KVCW), durante la quale ha ospitato una vetrina settimanale dei film di serie B, Saturday Fright at the Movies, come "Count Cool Rider"[8]. Danny, cresciuto a Cleveland e Detroit, è un meccanico autodidatta che proviene da una famiglia di dipendenti della Ford[9]. Ha oltre 50 auto nella sua collezione personale[10]  ed è così ossessionato dal trovare, acquistare e convertire le classiche muscle car e motociclette americane che quando vede un veicolo che ammira, farà del suo meglio per acquistarlo[9], fare offerte di acquisto in loco mentre viaggia intorno Las Vegas con Kevin[11], o perlustrando i parcheggi ai saloni delle auto. Mentre ama i veicoli classici, Danny non ama i veicoli più recenti e generalmente rifiuta le offerte per lavorarci[12]. Gestisce la sua attività da oltre 15 anni al momento dell'anteprima della serie[9], ed è stato un esperto di restauro di motocicli e automobili in Affari di famiglia (Pawn Stars), apparso per la prima volta nell'episodio della terza stagione "Getting a Head" nel settembre 2010[13][14]. Ha è anche apparso come esperto della spin-off di Affari di famiglia, Missione restauro (American Restoration)[15][16]. Oltre a Count's Kustoms, Koker possiede anche il Count's Vamp'd Rock Bar and Grill,[17][18] e Count's Tattoo Company, un negozio di tatuaggi presso il Rio All Suite Hotel and Casino[17], che in passato era una partnership con Vince Neil[19][20]. Dirige anche una rock band di Las Vegas, "Count's 77". Nella versione italiana la sua voce è doppiata da Carlo Scipioni.
- Scott Jones[21] – Scott era il manager di Count's Kustoms[22] nonché contabile di Danny, che mantiene la contabilità dei soldi per ogni progetto e per assicurarsi che siano redditizi. Danny ammette che Scott è molto bravo nel suo lavoro, ma a volte può essere "un vero asino"[11], dato che Scott a volte entra in conflitto con Danny e per il budget di progetto[3], pianificazioni[22][23] o casi in cui Danny desidera mantenere un veicolo invece di rivenderlo. Scott lascia Count's Kustoms dopo la seconda stagione dove poi si trasferisce in Tennessee dopo la nascita di suo figlio e viene menzionato nel primo episodio della terza stagione[24]. Nella versione italiana la sua voce è doppiata da Enrico Di Troia.
- Kevin Mack – Il braccio destro di Danny ed è migliore amico negli ultimi vent'anni prima della serie[11]. Quando Scott lasciò il negozio, Kevin prese il posto di manager. Lui e Danny amano girare per Las Vegas per cercare veicoli da acquistare[11][25] e Danny tende a usare Kevin come "garanzia" quando prende la macchina di un estraneo per un giro di prova[25]. Ha un figlio di nome Devin che ha corso[26] la Legends Car che appartiene a Count's Kustoms da quando aveva 13 anni. Soprannominato "Cheeky", Devin ha iniziato a correre su go-kart quando aveva 8 anni, e compare nell'episodio "Dream On" (quando aveva quasi 17 anni)[27], in cui la Legend Car richiede riparazioni. Il fratello di Kevin, Steve, è un avvocato e giudice di Las Vegas che possiede anche un cantiere di rimorchio[28]. Nella versione italiana la sua voce è doppiata da Christian Iansante.
- Michael "Horny Mike" Henry - Un artista aerografo il cui soprannome deriva dalla sua mania di mettere corni 3D su tutto, dai veicoli agli elmetti ai vestiti[11][29][30]. Nella versione italiana la sua voce è doppiata da Luca Graziani
- Roli Szabo - Il pulitore del negozio, responsabile della pulizia e della lucidatura di tutti i veicoli su cui lavora Count's Kustoms. Il suo spesso accento ungherese è spesso la fonte di divertimento al negozio[31]. Secondo Roli, i lavori in cui ha lavorato precedentemente includono guidare un'ambulanza nell'esercito; lavorare presso una società di tubi in PVC; lavorando come dirigente del trasporto; e lavorare come guardia del corpo, assistente personale e autista per l'uomo più piccolo del mondo[28].
- Shannon Aikau - Il manager del reparto delle motociclette e il capomastro che Danny elogia per le sue capacità di fabbricazione e ingegneria, riferendosi a lui come "il numero uno delle moto" ("A-Number One")[18][26]. Nato alle Hawaii, è imparentato con la leggenda del surf Hawaiana, Eddie Aikau[32]. Nella versione italiana la sua voce è doppiata da Gianluca Crisafi (1-3x13).
- Ryan Evans - Il disegnatore capo e artista grafico. Ha iniziato a lavorare con Shannon nel negozio di motociclette. È ora "fonte principale" di Danny quando si tratta di vernici personalizzate[33].
- Big Ryan - (Da non confondere con Ryan Evans) alto 1,82, 17,7 pollici e pesa 158,7 chili, Ryan è il progettista di Danny[3], esperto di parti e selezionatore con oltre 15 anni di esperienza[34]. Nella versione italiana la sua voce è doppiata da Enrico Di Troia (4x15-in corso).
- Harry "Nonno" Rome Sr. - Dipendente che fa lavorare il corpo al negozio. Anche se il suo soprannome deriva dal fatto che è più vecchio di qualsiasi altra persona dello staff, dice che può fare il doppio del lavoro che fanno[26]. Per prima cosa viene identificato per nome e dato il dialogo nell'episodio "Size Matters" della seconda stagione[35]. Nonno lavora con suo figlio, Harry, un padre di famiglia che il nonno descrive come "il responsabile", in contrasto con il nonno stesso[36].
- Joseph "Doc" Duggan - Integra la tecnologia nel lavoro nelle auto o aggiungendo funzionalità tecnologiche avanzate con le classiche. Normalmente entra in conflitto con i ragazzi della "vecchia scuola"[37]. Nella versione italiana la sua voce è doppiata da Stefano Santerini.
- George - Uno dei meccanici che ha lavorato nel negozio per anni. Uno dei suoi beni più preziosi è un pickup da strada verde Ford del 1940 con fiamme viola[38].